# 蘆屋乙女
交響詩『蘆屋乙女』（あしやおとめ）作品9は、日本の作曲家、指揮者尾高尚忠が作曲した交響詩である。1938年3月23日に完成された。

## 初演
1938年11月にブダペストで作曲者の指揮により初演。日本初演は1941年、小編成に編曲した版が作曲者指揮、新交響楽団（現・NHK交響楽団）によって演奏された。オリジナル版は1944年、ヨーゼフ・ローゼンシュトック指揮日本交響楽団により初演。

## 内容
菟原処女の伝説を題材にした交響詩である。作曲者が初演時のプログラムによせた解説に寄れば、「一つの幻想曲として自由な形式にまとめたものであって、必ずしも個々の情景の忠実な描写音楽ではない。この作品の目指すところは古代の素朴な悲劇が持つ純粋に日本的な要素を交響管弦楽の形式において再現するところにある」ということである。

## 編成
フルート4（うち一人はピッコロ持替）、オーボエ3、コーラングレ1、バリトンオーボエ1、クラリネット3、変ホ調クラリネット1、バスクラリネット1、ファゴット3、コントラファゴット1、ホルン6、トランペット4、トロンボーン3、チューバ1、ティンパニ1、小太鼓1、大太鼓1、トライアングル1、シンバル1、タムタム1、ハープ2、弦楽五部。

## 楽曲構成
弦の低音部、クラリネット、コントラファゴットによって主題がゆっくりと静かに提示される。この主題は物語の悲劇的要素を示す物で、しばしば変形されて楽曲内に現れる。その後牧歌的な旋律となり、五音音階によるメロディも顔を覗かせる。主題がファゴットで現れ、「流れるように」という指示の下、主題を変形させた旋律が示される。16分音符による細かい下降音型の後、変形された主題の旋律が再び登場し、これと交替するかのように細かい下降音型が続く。この後「動きをもって」の指示で曲は徐々に大きく盛り上がりを見せる。それが静まった後に音楽は新たな局面を迎える。弦の保続音の上でコーラングレが朗々と歌い、バリトンオーボエに旋律は受け継がれる（この旋律も主題後半の変形である）。これが更に変形し、展開された後曲は開始部の田園的な情景に戻り物語を回顧するかのように閉じられる。